# 长岛蜥属
长岛蜥属（学名：Portunatasaurus）为有鳞目的一个属。

## 下属物种
本属包括以下物种：
- Portunatasaurus krambergeri Campbell Mekarski et al., 2019[2]